# Pedro Eugenio Callá
Pedro Eugenio Callá (Buenos Aires, Argentina; 1934) fue un futbolista argentino de los años 50 y 60 del siglo XX.
Con tan sólo 18 años llegó a Bolivia en 1952 para jugar en The Strongest, equipo en el que en poco tiempo llegó a ser estrella a fuerza de goles y de buen fútbol, sorprendiendo a propios y extraños. Ganó con el Tigre de Achumani, el primer título nacional profesional de su historia ese mismo año y el Subcampeonato de 1954.
Estuvo también en los partidos en los que The Strongest jugaría contra el histórico Millonarios de Alfredo Di Stéfano en 1952 y que terminó 1 a 1 con un gol suyo y otro de Di Stéfano. Entre 1955 y 1956 fue parte fundamental en su paso por el Municipal de La Paz con el que fue subcampeón paceño en uno de los mejores periodos de la historia de ese Club.
Fue cedido a préstamo a Bolívar para el histórico partido en el que el equipo celeste derrotó a River Plate en La Paz por 7 goles a 2 el 14 de enero de 1956 y donde marcó 4 de aquellos goles.
Aquel año regresaría a su Argentina natal donde jugó para el Argentinos Juniors primero entre 1956 y 1959, de donde fue convocado a la Selección Argentina campeona del Sudamericano de 1959. Luego pasaría a Vélez entre 1960 y 1961, y de ahí a Boca Juniors en 1962 donde marcó sólo 4 goles y en el año 1964 lo cedería al Racing de Montevideo entre 1965 y 1966, donde volvería a ser convocado a la Selección Argentina , para después retirarse del fútbol.
En Perú jugó en Universitario de Deportes y Deportivo Municipal.

## Clubes
| Club                 | País      | Año       |
| -------------------- | --------- | --------- |
| The Strongest        | Bolivia   | 1952-1954 |
| Municipal de la Paz  | Bolivia   | 1955      |
| Universitario        | Perú      | 1956      |
| Argentinos Juniors   | Argentina | 1956-1959 |
| Vélez Sarsfield      | Argentina | 1960-1961 |
| Boca Juniors         | Argentina | 1962-1965 |
| Deportivo Municipal  | Perú      | 1966      |
| Racing de Montevideo | Uruguay   | 1966      |
| Retiro               | Argentina | 1967      |

## Palmarés

### Campeonatos nacionales
| Título                      | Club          | País      | Año  |
| --------------------------- | ------------- | --------- | ---- |
| Primera División de Bolivia | The Strongest | Bolivia   | 1952 |
| Primera División Argentina  | Boca Juniors  | Argentina | 1962 |
| Primera División Argentina  | Boca Juniors  | Argentina | 1964 |

## Selección Argentina
| Competición                       | País       | Resultado | Año  |
| --------------------------------- | ---------- | --------- | ---- |
| Campeonato Sudamericano           | Argentina  | Campeón   | 1959 |
| Campeonato Panamericano de Fútbol | Costa Rica | Campeón   | 1960 |
| Campeonato Sudamericano           | Bolivia    | 3º lugar  | 1963 |